# 銀色耶光魚
銀色耶光魚（学名：Yarrella argenteola）为輻鰭魚綱巨口鱼目光器鱼科的其中一種。分布於中太平洋的巴拿馬灣海域，棲息深度384-523公尺，屬深海魚類。

## 扩展阅读
維基物種上的相關：銀色耶光魚